# Barlon Sequeira
Barlon Andrés Sequeira Sibaja (ur. 25 maja 1998 w Alajueli) – kostarykański piłkarz występujący na pozycji lewego pomocnika, reprezentant Kostaryki, od 2022 roku zawodnik Sportingu San José.